# Светско првенство у атлетици у дворани 2016 — штафета 4 × 400 метара за мушкарце
Трка штафета 4 × 400 м у мушкој конкуренцији на Светском првенству у атлетици у дворани 2016. одржана је 19. и 20. марта у Орегонском конгресном центру у Портланду (САД).
Титулу освојену у Сопоту 2014, одбранила је штафета САД.

## Земље учеснице
Учествовало је 7 штафета из исто толико земаља.
1. Бахаме (5)
2. Белгија (4)
3. Јамајка (5)
4. Јужноафричка Република (4)
5. Нигерија (5)
6. Тринидад и Тобаго (6)
7. САД (6)

## Освајачи медаља
|                                                              |                                                       |                                                                          |
| Кајл Клемонс Калвин Смит Кристофер Гистинг Вернон Норвуд САД | Мајкл Матје Алонзо Расел Чавез Харт Крис Браун Бахаме | Џарин Соломон Лалонд Гордон Ади Алејн-Форт Деон Лендор Тринидад и Тобаго |

## Рекорди
Стање 18. марта 2014.
| Рекорди пре почетка Светског првенства 2016. | Рекорди пре почетка Светског првенства 2016. | Рекорди пре почетка Светског првенства 2016. | Рекорди пре почетка Светског првенства 2016. | Рекорди пре почетка Светског првенства 2016. |
| -------------------------------------------- | -------------------------------------------- | -------------------------------------------- | -------------------------------------------- | -------------------------------------------- |
| Светски рекорд                               | 3:02,13                                      | Сједињене Државе                             | Сопот, Пољска                                | 9. март 2014.                                |
| Рекорд светских првенстава                   | 3:02,13                                      | Сједињене Државе                             | Сопот, Пољска                                | 9. март 2014.                                |
| Најбољи резултат сезоне                      | 3:05,77                                      | Универзитет Луизијана, Сједињене Државе      | Бирмингем, Уједињено Краљевство              | 23. јануар 2016.                             |
| Афрички рекорд                               | 3:07,95                                      | Нигерија                                     | Сопот, Пољска                                | 9. март 2014.                                |
| Азијски рекорд                               | 3:05,90                                      | Јапан                                        | Маебаши, Јапан                               | 6. март 1999.                                |
| Северноамерички рекорд                       | 3:02,13                                      | Сједињене Државе                             | Сопот, Пољска                                | 9. март 1999.                                |
| Јужноамерички рекорд                         | 3:10,50                                      | Бразил                                       | Париз, Француска                             | 8. март 1997.                                |
| Европски рекорд                              | 3:02,87                                      | Белгија                                      | Праг, Чешка                                  | 8. март 2015.                                |
| Океанијски рекорд                            | 3:08,49                                      | Аустралија                                   | Севиља, Шпанија                              | 10. март 1991.                               |
| Рекорди после Светског првенства 2016.       |                                              |                                              |                                              |                                              |
| Најбољи резултат сезоне                      | 3:02,45                                      | Сједињене Државе                             | Портланду, САД                               | 20. март 2016.                               |

## Квалификациона норма
| дворана или отворено |
| -------------------- |
| нема норме           |

## Сатница
| Датум         | Време | Ниво          |
| ------------- | ----- | ------------- |
| 19. март 2016 | 12:40 | Квалификације |
| 20. март 2016 | 14:50 | Финале        |

Времена су дата према локалном времену UTC-8.

## Стартна листа
Штафете су подељене у две групе. У финале су се пласирале две првпласиране штафете из обе групе 
Табела представља листу земаља пре почетка првенства у трци штафета 4 × 400 метара у дворани са њиховим најбољим резултатом у сезони 2014, и националним рекордом земље коју представљају.
| Група | Стаза                  | Земља    | НР      | НРС |
| ----- | ---------------------- | -------- | ------- | --- |
| 1     |                        |          |         |     |
| 3.    | Јужноафричка Република | 2:59,21o |         |     |
| 4.    | Белгија                | 3:02,87  |         |     |
| 5.    | Тринидад и Тобаго      | 3:06,85  | 3:09,97 |     |
| 6.    | Бахаме                 | 3:07,30  |         |     |
| 2     |                        |          |         |     |
| 4.    | Нигерија               | 3:07,95  |         |     |
| 5.    | Јамајка                | 3:03,69  |         |     |
| 6.    | Сједињене Државе       | 3:01,96  | 3:04,41 |     |

## Сатница
| Датум        | Време | Ниво          |
| ------------ | ----- | ------------- |
| 8. март 2014 | 11:50 | Квалификације |
| 9. март 2014 | 18:40 | Финале        |

## Резултати

### Квалификације
Квалификације су одржане у две групе 19. марта. У финале су се пларирале две првопласиране штафете из обе групе (КВ) и две на основу постигнутог резултата (кв).,
| Поз. | Група | Штафета                | Атлетичари                                                    | Резултат | Нап.    |
| ---- | ----- | ---------------------- | ------------------------------------------------------------- | -------- | ------- |
| 1    | 2     | САД                    | Elvyonn Bailey, Калвин Смит, Кристофер Гистинг, Патрик Ферни  | 3:05,41  | КВ      |
| 2    | 2     | Јамајка                | Рикардо Чамберс, Дејн Хајат, Demish Gaye, Nathon Allen        | 3:07,30  | КВ, НРС |
| 3    | 1     | Белгија                | Дилан Борле, Жонатан Борле, Робин Вандербемден, Кевин Борле   | 3:07,39  | КВ, НРС |
| 4    | 1     | Бахами                 | Мајкл Матје, Чавез Харт, Ешли Рајли, Крис Браун               | 3:07,55  | КВ, НРС |
| 5    | 1     | Тринидад и Тобаго      | Рондел Сориљо, Џарин Соломон, Ади Алејн-Форт, Machel Cedenio  | 3:07,83  | кв, НРС |
| 6    | 2     | Нигерија               | Chidi Okezie, Ноа Акву, Abiola Onakoya, Исах Салиху           | 3:07,98  | кв, НРС |
| 7    | 1     | Јужноафричка Република | Thapelo Phora, Ofentse Mogawane, Jon Seeliger, Shaun de Jager | 3:08,45  | НР      |

### Финале
Финална трка одржана је 20. марта у 14:50.
| Поз. | Штафета           | Атлетичари                                                            | Резултат | Нап. |
| ---- | ----------------- | --------------------------------------------------------------------- | -------- | ---- |
|      | САД               | Кајл Клемонс, Калвин Смит, Кристофер Гистинг, Вернон Норвуд           | 3:02,45  | СРС  |
|      | Бахами            | Мајкл Матје, Алонзо Расел, Чавез Харт, Крис Браун                     | 3:04,75  | НР   |
|      | Тринидад и Тобаго | Џарин Соломон, Лалонд Гордон, Ади Алејн-Форт, Деон Лендор             | 3:05,51  | НР   |
| 4.   | Јамајка           | Рикардо Чејмберс, Дејн Хајат, Demish Gaye, Фицрој Данкли              | 3:06,02  | НРС  |
| 5.   | Нигерија          | Noah Akwu, Chidi Okezie, Abiola Onakoya, Samson Oghenewegba Nathaniel | 3:08,55  |      |
| 6.   | Белгија           | Дилан Борле, Жонатан Борле, Робин Вандербемден, Кевин Борле           | 3:09,71  |      |